# Die Kreolin
Die Kreolin (Originaltitel: La Créole) ist eine Operette (Opéra comique) in drei Akten von Jacques Offenbach. Das Libretto verfasste Albert Millaud. Das Werk erlebte seine Uraufführung am 3. November 1875 am Théâtre des Bouffes-Parisiens in Paris. Die deutschsprachige Erstaufführung fand am 8. Januar 1876 am Theater an der Wien in Wien statt. Eine spätere deutsche Textfassung besorgten Ika Schafheitlin und Helmut Gauer. 

## Handlung

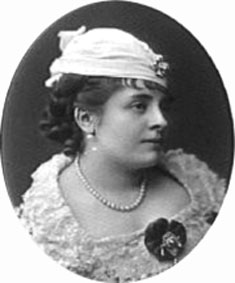
Anna Judic in der Rolle der Kreolin am Théâtre des Bouffes Parisiens (1875)

### Erster Akt
Bild: Kapitän Immortelles Wohnung in der französischen Hafenstadt La Rochelle
Als René vor einiger Zeit in Guadeloupe weilte, verliebte er sich dort in eine Kreolin. Beim Abschied versprach er ihr, er werde sie zum Traualtar führen, sobald er wiederkomme. Aber ausgerechnet jetzt will sein Onkel, der Kapitän Immortelle, dass er dessen Pflegetochter Antoinette heiraten soll. Dabei liebt weder sie ihn noch er sie. Vielmehr hat es Antoinette auf den Rechtsanwalt Aristide abgesehen. Als der alte Seebär von den Plänen der jungen Leute erfährt, droht er seinem Neffen, ihn zu enterben. Unter diesem Druck erklärt sich René schließlich zum Schein bereit, sich dem Willen seines Onkels zu beugen. Plötzlich erhält dieser den Befehl, sofort zu seinem Kriegsschiff zu kommen und Guadeloupe anzusteuern. Dies kommt René sehr gelegen. Er bereitet gleich die Heirat zwischen Antoinette und Aristide vor.

### Zweiter Akt
Bild: Landsitz des Kapitäns in Lamirande
Einige Zeit später verbringen Antoinette, René und Aristide ihren Urlaub auf  Immortelles Landsitz in Lamirande. Da kehrt ganz unerwartet der Kapitän vorzeitig von seiner Reise mit einer jungen exotischen Schönheit im Schlepptau zurück. Er stellt sie als Cocua vor, die er auf Guadeloupe kennenlernte. Als er erfahren hatte, dass sie der Liaison einer Einheimischen mit einem französischen Kapitän entstamme und ihr Vater verschollen sei, hat er sie kurzerhand adoptiert. René merkt natürlich gleich, dass Cocua jenes Mädchen ist, dem er die Ehe versprochen hat. Weil er aber seinen Onkel in dem Glauben lassen will, er habe während seiner Abwesenheit Antoinette geheiratet, muss ihm nun ein Theater vorgespielt werden. Dies hat jedoch zur Folge, dass Cocua ihren Geliebten für einen Schwindler hält. Doch sobald sich Gelegenheit bietet, schenkt René Cocua reinen Wein ein. 
Immortelle liebt es, Ehen einzufädeln. Er hat auch für seine neue Tochter gleich einen passenden Bräutigam im Sinn: den Advokaten Aristide. Schon befürchten die jungen Leute das Schlimmste. Da bringt ein Bote einen neuen Aufbruchsbefehl für den Kapitän. Cocua fängt ihn ab und fälscht das Datum so, dass Immortelle noch heute starten muss. Ihr Glaube, damit sei fürs Erste einmal Zeit gewonnen, entpuppt sich aber als Trugschluss; denn ihr Adoptivvater befiehlt, alle hätten ihn zu begleiten. Zudem werde er einen Notar mit an Bord nehmen, sodass der Ehekontrakt auf hoher See unterzeichnet werden könne.

### Dritter Akt
Bild: Auf hoher See
Kaum sind die Vorbereitungen für die Trauungszeremonie abgeschlossen, da passiert ein Unglück: Immortelles Schiff stößt mit einer anderen Fregatte zusammen. Deren Oberbefehlshaber ist kein Geringerer als Immortelles Vorgesetzter, der Admiral. Dieser beschuldigt seinen Untergebenen, die Havarie verursacht zu haben, weil er zu früh aufgebrochen sei. Jetzt kommt nicht nur Cocuas Betrug ans Licht, sondern auch, dass seine Pflegetochter bereits mit Aristide verheiratet ist. Das befürchtete Donnerwetter hält sich jedoch in Grenzen, weil sich bald herausstellt, dass der Admiral Cocuas verschollener Vater ist. Unter diesen Umständen hat Immortelle nichts mehr dagegen, dass sein Neffe nun auch noch sein Schwiegersohn wird.

## Musik
Offenbach hat über diese schwankhafte Handlung eine Fülle witziger Musik und beschwingter Tänze ausgestreut. Aber auch die lyrischen Elemente kommen nicht zu kurz. Die musikalischen Höhepunkte (in der deutschsprachigen Fassung) sind:
- Die Liebe ohne Übergang (Duett zwischen der Kreolin und Aristide),
- Hört auf jetzt mit den Schmeicheleien (Terzett, Walzer) und
- Heißes Kreolenblut brennt wie Feuer